# Associazione Calcio Belluno 1972-1973
Questa voce raccoglie le informazioni riguardanti l'Associazione Calcio Belluno nelle competizioni ufficiali della stagione 1972-1973.

## Rosa
| N. |                   | Ruolo | Calciatore         |
| -- | ----------------- | ----- | ------------------ |
|    | Italia (bandiera) | A     | Walter Argenta     |
|    | Italia (bandiera) | C     | Roberto Bacchin    |
|    | Italia (bandiera) | P     | Remo Bianchi       |
|    | Italia (bandiera) | A     | Lino Bristot       |
|    | Italia (bandiera) | P     | Giovanni Bubacco   |
|    | Italia (bandiera) | A     | Francesco Canella  |
|    | Italia (bandiera) | D     | Attilio Cecco      |
|    | Italia (bandiera) | A     | Renzo Dalle Crode  |
|    | Italia (bandiera) | D     | Vinceno Da Rold    |
|    | Italia (bandiera) | D     | Guido Del Piccolo  |
|    | Italia (bandiera) | A     | Lionello De Pizzol |
|    | Italia (bandiera) | C     | Dino Flaborea      |
|    | Italia (bandiera) | A     | Roberto Gagliazzo  |
|    | Italia (bandiera) | A     | Luigi Gaiotti      |

| N. |                   | Ruolo | Calciatore          |
| -- | ----------------- | ----- | ------------------- |
|    | Italia (bandiera) | D     | Ruggero Grion       |
|    | Italia (bandiera) | A     | Gianni Inferrera    |
|    | Italia (bandiera) | D     | Antonio Kuk         |
|    | Italia (bandiera) | A     | Fulvio Miorandi     |
|    | Italia (bandiera) | C     | Maurizio Moresco    |
|    | Italia (bandiera) | D     | Maurizio Moretti    |
|    | Italia (bandiera) | C     | Mirko Olivotto      |
|    | Italia (bandiera) | D     | Renato Palcini      |
|    | Italia (bandiera) | A     | Gennaro Sportiello  |
|    | Italia (bandiera) | D     | Bruno Tesan         |
|    | Italia (bandiera) | D     | Gianfranco Tibolla  |
|    | Italia (bandiera) | C     | Antonio Tormen      |
|    | Italia (bandiera) | D     | Piero Valmassoi     |
|    | Italia (bandiera) | D     | Gian Carlo Zampieri |